# فوستينا أمبا
فوستينا أمبا (من مواليد 30 نوفمبر 1996)، وهي مدافعة غانية تلعب حاليًا مع فريق بيلاروسيا، إف سي مينسك. أمبا هي واحدة من الغانيتين اللتين لعبتا في دور 32 من دوري أبطال أوروبا للسيدات في أكتوبر 2017.

## روابط خارجية
- فوستينا أمبا على موقع الاتحاد الدولي (مؤرشف)  (الإنجليزية)
- فوستينا أمبا على موقع قاعدة بيانات كرة القدم.إي يو (الإنجليزية)
- فوستينا أمبا على موقع Soccerway.com (الإنجليزية)